# Ran Wei
Ran Wei (冉魏; Rǎn Wèi) var en stat under tiden för De sexton kungadömena i norra Kina. Staten existerade från år 350 till 352.
Efter att Senare Zhaos kejsar Shi Hu plötsligt avlidit 349 uppstod en maktstrid och året därpå tog kejsarens adoptivbarnbarn Ran Min (冉閔) makten och grundade staten Ran Wei, vilket blev slutet för Senare Zhao. Ran Wei erövrades 352 av Tidigare Yan.